# خبر تورك
خبر تورك (بالتركية: Habertürk، تعني: أخبار تركيا، وتعرف اختصارا: HT) هي صحيفة تركية عالية الانتشار. تم تأسيسها في 1 مارس 2009م بواسطة سينر ميديا غروب، بالاعتماد على العلامة التجارية لـ تلفزيون سينر خبر تورك. رئيس التحرير الحالي هو غولين سليكلر.
باعت الصحيفة في اليوم الأول من نشرها 360.000 نسخة. في 10 ساعات بالتوقيت المحلي تم بيع العدد الأول كاملًا. وبلغ إجمالي التداول في اليوم التالي 202.000 نسخة. احتلت الصحيفة في ذلك اليوم الخامس بعد الصحف اليومية حريت (448.296 نسخة)، صباح (420.148 نسخة)، ملليت (204.477 نسخة)، فاتان (204.154 نسخة). في الذكرى الأولى للنشر في عام 2010 باعت الصحيفة 380.000 نسخة، في تحطيم لرقم قياسي في تاريخها.
بخلاف جميع الصحف الأخرى في تركيا، تعد خبر تورك أول صحيفة يومية تطبع بتنسيق برلينر بحجم 350 مم × 500 مم (14 بوصة × 20 بوصة)، تختلف قليلاً عن تنسيق برلينر القياسي.

## كتاب الأعمدة
هناك 22 كاتب عمود في الصحيفة الرئيسية. بالإضافة إلى ذلك يكتب في الصحيفة 19 كاتب عمود لـ خبر تورك الرياضية، وأحد عشر كتابًا لـ مجلة خبر تورك، و 12 كاتب لخبر تورك الاقتصادية، وأربعة آخرين للصفحات الإقليمية وصفحات عطلة نهاية الأسبوع. العدد الإجمالي للموظفين هو 68 موظف وصحفي وكاتب.
كتاب الأعمدة البارزين هم:
- فاتح الطيلي.
- غازي إرسيل.
- بالسيشك إيلتر.
- مراد برداقجي.